# Thereva flavicornis
Thereva flavicornis är en tvåvingeart som beskrevs av Krober 1912. Thereva flavicornis ingår i släktet Thereva och familjen stilettflugor. Inga underarter finns listade i Catalogue of Life.